# The quick brown fox jumps over the lazy dog

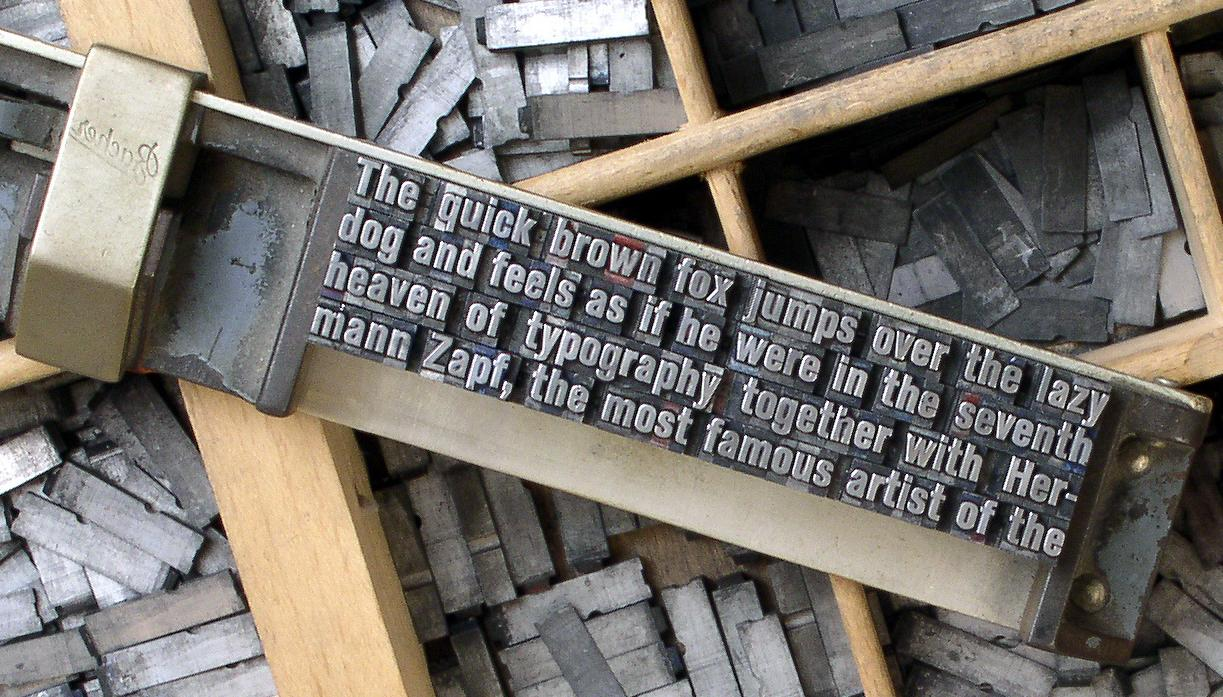
Расширенный вариант фразы на наборной верстатке. Для улучшения читаемости фото приведено в зеркальном отображении

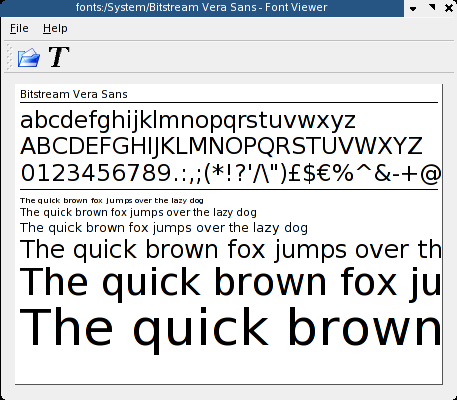
Фраза в KDE Font Viewer

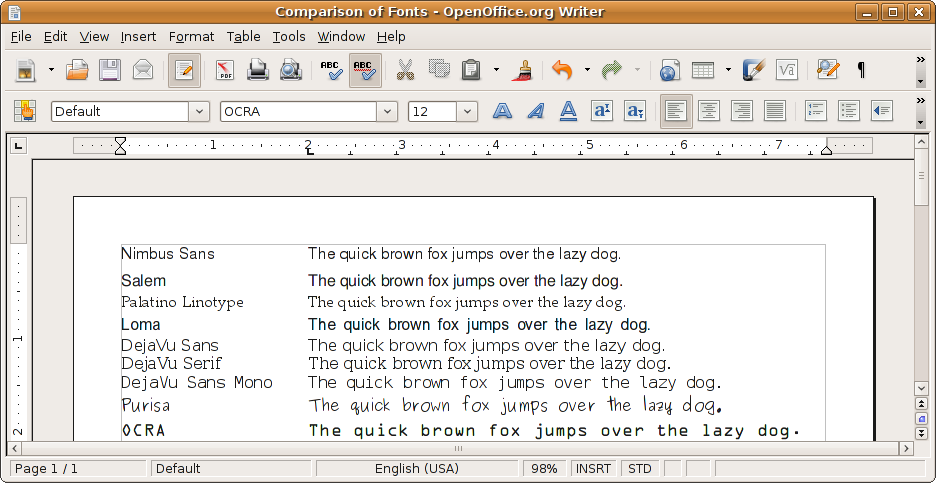
Фраза разными шрифтами. OpenOffice.org Writer

The quick brown fox jumps over the lazy dog (с англ. — «Шустрая бурая лисица прыгает через ленивого пса») — английская фраза-панграмма, содержащая все буквы алфавита. Первоначально использовалась для проверки работоспособности пишущих машинок и телетайпов, сейчас же чаще применяется для отображения шрифтов и проверок компьютерных клавиатур. Несмотря на то, что известно несколько схожих панграмм, эта получила наибольшее распространение в связи со своей краткостью и достаточной осмысленностью.

## История
Насколько известно, впервые эта фраза появилась в журнале The Michigan School Moderator, ориентированном на учителей. 14 марта 1885 года там вышла статья, озаглавленная «Интересные заметки», в которой и говорилось об этой «шустрой лисе». Тогда, правда, фраза начиналась с неопределённого артикля a, лишь позднее она приняла нынешний вид с определённым артиклем the. Вскоре эта фраза стала появляться в пособиях по работе с пишущими машинками и стенографии: Illustrative Shorthand (1888) Линды Бронсон, How to Become Expert in Typewriting: A Complete Instructor Designed Especially for the Remington Typewriter (1890), Typewriting Instructor and Stenographer’s Hand-book (1892). В 1903 году лёгкую запоминаемость этой фразы отметил Pitman’s Phonetic Journal. Употребление The quick brown fox jumps over the lazy dog для практических упражнений по подаче сигналов предложил юным скаутам основатель этого движения Роберт Баден-Пауэлл в своей книге «Скаутинг для мальчиков» (1908). Первым сообщением, переданным в 1963 году по Горячей линии Вашингтон — Москва, стало THE QUICK BROWN FOX JUMPED OVER THE LAZY DOG’S BACK 1234567890. Русские ответили поэтическим описанием московского заката, а позднее удивлённо спрашивали у своих американских коллег, что значила та их странная фраза?
Фраза The quick brown fox jumps over the lazy dog используется в криптографии как стандартный тест для шифромашин и шифроалгоритмов. В Microsoft Office 2003, Microsoft Office 2007, Microsoft Word и PowerPoint 2007 есть специальные команды для мгновенного набора этой фразы.

## В культуре
В переводе на русский язык книги Артура Кларка «Космическая одиссея 2001» присутствует стишок: «Тёмно-рыжая лиса прыг через лентяя-пса». При всей эффектности внешней формы эта рифмовка никак не связана по смыслу с контекстом. Можно отметить это дискурсивное несоответствие и, взглянув на первоисточник, обнаружить, что в основе этого фрагмента книги лежит искусственно сконструированная, не рифмованная фраза Quick brown fox jumps over the lazy dog, вариативно используемая с детерминативами The или What.
Соседняя фраза — «Дует на море циклон, попадает на Цейлон» — фраза из мюзикла «Моя прекрасная леди», шибболет для кокни (диалекта английского), «The rain in Spain stays mainly in the plain».
Фраза The quick brown fox jumps over the lazy dog играет заметную роль в липограмматической повести Марка Данна «Элла Минноу Пи» (2001).
В компьютерной игре Fez есть «розеттский камень», перед которым лисица прыгает через собаку. Поскольку язык, использующийся там, — шифр простой замены, догадавшийся о смысле камня легко расшифрует все последующие надписи.
В первом эпизоде сериала «Электрические сны Филипа К. Дика» персонаж вновь и вновь повторяет эту фразу, чтобы не дать телепату прочитать свои мысли.